# 广胜寺塔
广胜寺塔位于中国辽宁省锦州市义县，是一座八角十三层密檐式砖塔，2013年被列为第七批全国重点文物保护单位。
广胜寺塔在义县老城的西南隅，塔下原有一寺，名为嘉福寺，故称为嘉福寺塔，寺毁于20世纪中期，塔独存。1980年5月1日，在塔南侧挖出八面石幢一段，记曰:“大辽国宜州广胜寺前尚座沙门可炬幢记，门资怀直建，维乾统七年岁次戌巽朔二月二十九日”。故有学者认为塔的位置应是辽代广胜寺的位置，塔应称为广胜寺塔，建于辽乾统七年。2008年，辽宁省启动“辽塔保护工程”，在维修过程中，另有学者根据新的证据提出，该塔在辽代末期修建，当修至四层时，因辽金战乱而停工，金代继续修建，将五至十三层补砌完工，整个塔的建设历时两个朝代，并推测塔始建年代当为辽代末期天庆七年（1117 年）左右，四至十三层为金天德三年后续，为奉国寺所建的可能性最大，称之为奉国寺舍利塔最为恰当。塔八角十三层，密檐式，砖构，塔座边长6.2米，维修前残高41米。